# En gång i Phuket

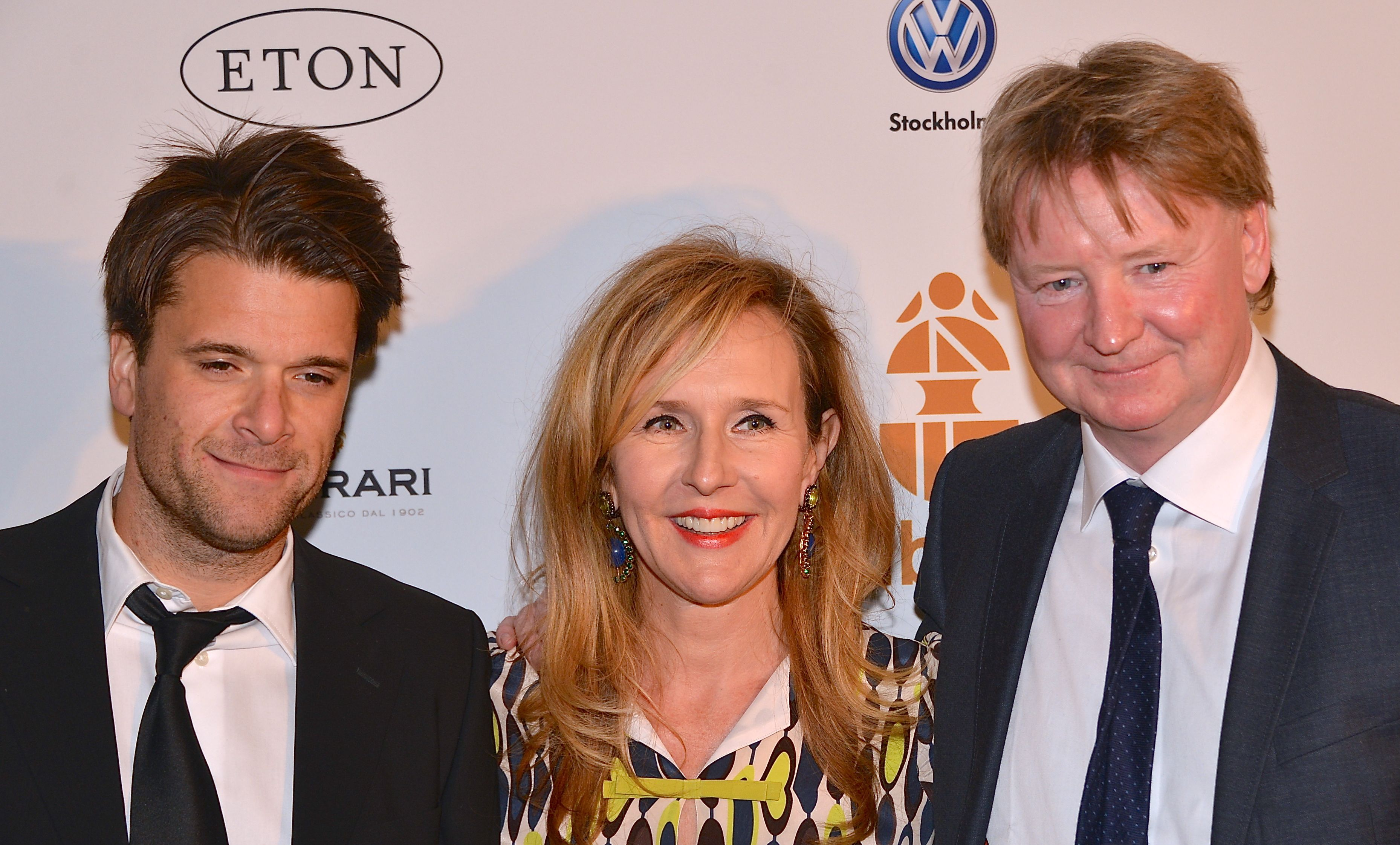
Peter Magnusson, Lena Rehnberg och Staffan Lindberg på Guldbaggegalan 21 januari 2013.

En gång i Phuket är en svensk romantisk komedifilm från 2011, med manus Peter Magnusson och regi av Staffan Lindberg. I huvudrollerna ses bland andra Peter Magnusson och David Hellenius. Filmen hade svensk biopremiär 3 februari 2012.
Filmen nominerades till en guldbagge för biopublikens pris 2013.

## Rollista
- Peter Magnusson – Sven
- Susanne Thorson – Anja
- Jenny Skavlan – Gitte
- David Hellenius – Georg
- Grynet Molvig – Svens mamma
- Alexandra Rapaport – Siri
- Frida Hallgren – Karin
- Frida Westerdahl – Estelle
- Mårten Klingberg – Fredrik
- Yngve Dahlberg – Druve
- Matias Padin Varela – Jean Luc
- Hanna Alström – Josefine, Svens chef
- Henrik Norlén – John Påhlman
- Johan Hallström – Magnus
- Eric Rydman – Robert
- Ulrika Ellemark – Sara
- Claes Månsson – prästen
- Bosse Lyckman – maken
- Lisbeth Johansson – hustrun
- Robert Nordstrand – mäklaren
- Torsten Blomquist – medpassageraren
- Bosse Körling – parkeringsvakten
- Katrin Sundberg – skör kvinna
- Adam Lundgren – trött kille
- Warakorn Jitpat – Geng
- Susan Karlsson – Kim
- Lynn Strahed – Druves fru
- Donna Taylor – klätterragget
- Lisa von Garrelts – Åsa
- Ella Fogelström – Sonja
- Ping Henriksson Wallén – Siv
- Mari-Anne Jakobsson – Johan Pålmans mamma
- Lediana Miftari – Carla
- Fredrik Skavlan – som sig själv
- Anna Lindmarker – som sig själv
- Lena Rehnberg – gäst hos Skavlan

## Mottagande
En gång i Phuket sågs av 395 264 biobesökare i Sverige 2012 och blev det året den näst mest sedda svenska filmen i Sverige.